# Elis Johansson
Elis Johansson, född 4 november 1923, död 26 februari 2019 i Edsbyn, var en svensk bandyspelare, framgångsrik i Edsbyns IF och Bollnäs GIF. Johansson är far till de kända bandybröderna Ola Johansson och Hans Elis Johansson. Elis ansågs vara en av de bättre i de lagen han spelade i, framförallt i Edsbyn där han fick testa på att vara lagkapten.

## Biografi
Elis Johansson spelade framgångsrikt i radarpar med Allan Arvidsson i 8 SM-finaler vilket gav 3 SM-guld. Han spelade också 1 A-landskamp och 4 B-landskamper. Hans position på planen var som vänsterytter eller vänsterinner.

## Klubbar
- 1942-45 - Bollnäs BK
- 1945-46 - Gefle Södra BK
- 1946-47 - Edsbyns IF
- 1947-48 - Bollnäs BK
- 1949-63 - Edsbyns IF

## Meritlista
- SM-finaler: 8 (1949, -52, -53, -55, -58, -61, -62 & -63) + 1 omspel (1953)
- SM-guld: 3 (1952, -53 & -62)
- A-landskamper: 1
- Stor Grabb: Nummer 96